# Institut for Kommunikation og Psykologi
Institut for Kommunikation og Psykologi er et institut på Aalborg Universitet under Det Humanistiske Fakultet. Der forskes b.la kommunikation, informationsvidenskab, sundhedsinformatik, sprogvidenskab, retorik, medievidenskab, interpersonel kommunikation, psykologi og musikterapi.
Instituttet udbyder uddannelser på bachelor- og kandidatniveau samt en række masteruddannelser i f.eks kommunikation, psykologi, digitale medier, informationsvidenskab og musikterapi.

## Uddannelser
| Bacheloruddannelser - Kunst og Teknologi - Kommunikation og Digitale Medier - Musik - Musikterapi - Psykologi | Kandidatuddannelser - Informationsarkitektur - Informationsvidenskab - Interaktive Digitale Medier - Kommunikation - Oplevelsesdesign |